# إيرل إيفرت
إيرل إيفرت (بالإنجليزية: Earl Everett)‏ هو لاعب كرة قدم أمريكية أمريكي، ولد في 10 ديسمبر 1984 في بارتو في الولايات المتحدة.